# Bernhard Mühlig
Bernhard Mühlig (né le 10 janvier 1829 à Eibenstock, mort le 6 septembre 1910 à Dresde) est un peintre saxon.

## Biographie

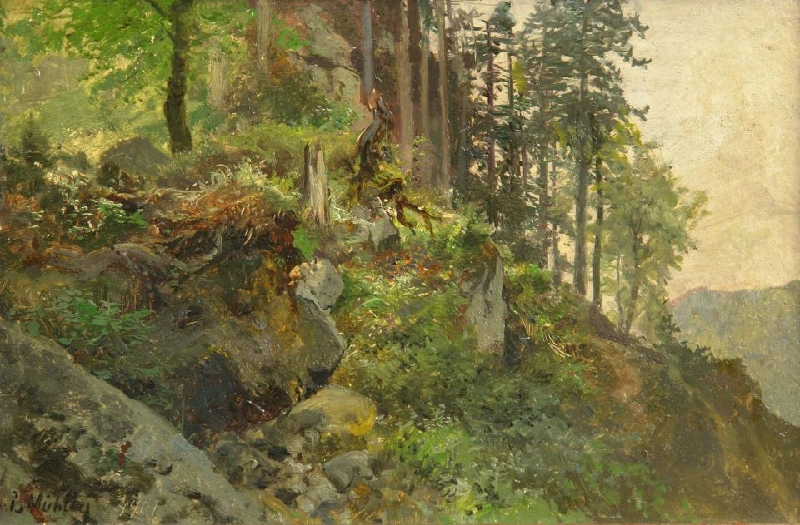
À la lisière de la forêt, 1901.

Bernhard Mühlig est le père d'Albert Ernst Mühlig et le frère de Meno Mühlig, donc l'oncle de Hugo Mühlig. Il étudie la peinture à l'École supérieure des beaux-arts de Dresde. Il expose ses œuvres aux expositions d'art de Dresde à partir de 1852. En 1853, Hermann Wilhelm von Witzleben charge le peintre de capturer les plus beaux motifs en petits tableaux lors d'une randonnée à travers la Bohême. Grâce à un don de succession de Julie von Witzleben, Dresde, cinquante de ces tableaux entrent dans les Collections d'art de Zwickau (de) en 1900.